# پارک ملی یدی‌گول‌لر
پارک ملی یدی‌گول‌لر (ترکی استانبولی: Yedigöller) یک پارک ملی در استان بولو در کشور ترکیه است.